# ラザラス・A.D.
ラザラス・エー・ディー（Lazarus A.D.）はアメリカのスラッシュメタルバンドである。

## 略歴
「ラザラス(Lazarus)」は2005年にウィスコンシン州ケノーシャで結成された。2006年に3曲入りのデモを制作し、翌2007年にはファースト・フルレングス・アルバム「ジ・オンスロート(The Onslaught)」をセルフ・リリースするのみならず、スラッシュ・メタル・コンピレーション「スラッシング・ライク・ア・マニアック(Thrashing Like A Maniac)」にも参加するなど意欲的に活動。これを機にメタル・ブレイド・レコーズ(Metal Blade Records)との契約に至る。
　2009年には、他の同名バンドとの法的問題発生への配慮から「ラザラス・エー・ディー(Lazarus A.D.)」と改名すると同時に、装丁を新たに「ジ・オンスロート(The Onslaught)」を再発売し、メジャー・デビューを果たした。同年10月にはLOUD PARK09参加のため初来日。
　翌年7月から2か月間に渡って新曲のレコーディングに取り掛かり、2011年にはセカンド・フルレングス・アルバムとなる「ブラック・リヴァーズ・フロウ(Black Rivers Flow)」をメタル・ブレイド・レコーズ(Metal Blade Records)から発売。同年11月に、二度目の来日公演を行う。
　2015年、ドラマーのライアン・シャトラーが死去。その後、バンドの解散が発表された。

## 作品
- ジ・オンスロート - The Onslaught

　　※2009年6月10日 日本盤発売。税込定価2,300円。

　　　「スラッシュか!?死か!?」…帯タタキより。
- ブラック・リヴァーズ・フロウ - Black Rivers Flow

　　※2011年2月23日 日本盤発売。税込価格2,300円。日本盤のみボーナストラック追加収録。

　　　「ラウドパーク09で、モッシュピットを狂気の渦に巻き込んだ全世界注目の次世代スラッシュ・メタルの旗手。更なる進化を遂げた機体のセカンド・アルバム、ついにリリース!!」…帯タタキより。